# جاي ديلانو إليس
جاي ديلانو إليس (بالإنجليزية: J. Delano Ellis)‏ هو قسيس أمريكي، ولد في 11 ديسمبر 1944 في فيلادلفيا في الولايات المتحدة.